# Nicolas Laharrague

a Compétitions nationales et continentales officielles uniquement.

b Matchs officiels uniquement.
Dernière mise à jour le 28 juin 2012.
Nicolas Laharrague, né le 30 octobre 1981 à Tarbes, est un joueur de rugby à XV français, qui évolue au poste de demi d'ouverture à Perpignan, Grenoble et Tarbes à partir de 2013. Il mesure 1,80 m pour 86 kg.
Il est le frère de Julien Laharrague, également rugbyman professionnel.

## Carrière

### En club
- Stadoceste tarbais jusqu'en 2000
- US Dax 2000-2002
- USA Perpignan 2002-2012
- FC Grenoble 2012-2013
- TPR 2013-2017

### En sélection nationale
- International : 2 sélections en 2007 (tournée en Nouvelle-Zélande)
- International France A : 2 sélections en 2005 contre Italie A (1 pénalité, 3 transformations)et Irlande A.
- International -21 ans : participation au championnat du monde 2002 en Afrique du Sud. Vainqueur du tournoi VI nations 2002 grand chelem.
- International -19 ans : champions du monde - 19 ans en 2000 (Dijon-France)
- International -18 ans : scolaire année 1998 (surclassé) et 1999.

En novembre 2009, il est sélectionné avec l'équipe XV Europe pour affronter les Barbarians français  au Stade Roi Baudouin à Bruxelles à l'occasion du 75e anniversaire de la FIRA – Association européenne de rugby. Les Baa-Baas l'emportent 26 à 39.

## Palmarès

### En club
Avec l'USA Perpignan
- Coupe d'Europe : 
  - Finaliste (1) : 2003 contre le Stade toulousain.
- Championnat de France :
  - Champion (1) : 2009
  - Finaliste (2) : 2004 face au Stade français et 2010 contre Clermont

### En sélection nationale
- Nicolas Laharrague a été champion du monde des -19 ans en avril 2000.
- Nicolas Laharrague a gagné le grand chelem VI nations des -21 ans en 2002.